# Francine Racette
Francine Racette (Joliette, 23 settembre 1947) è un'attrice canadese.

## Biografia
Si diploma alla National Theatre School of Canada nel 1966. Terza moglie dell'attore Donald Sutherland, da lui ha avuto tre figli, due dei quali attori, Rossif e Angus.

## Filmografia
- 4 mosche di velluto grigio, regia di Dario Argento (1971)
- Scene di un'amicizia tra donne (Lumière), regia di Jeanne Moreau (1976)
- Mr. Klein (Monsieur Klein), regia di Joseph Losey (1976)
- ...unico indizio, un anello di fumo (The Disappearance), regia di Stuart Cooper (1977)
- Arrivederci ragazzi (Au revoir les enfants), regia di Louis Malle (1987)

## Premi e riconoscimenti

### Premio César
- 1977 - Candidata a migliore attrice non protagonista per Scene di un'amicizia tra donne